# Parafia św. Maksymiliana Marii Kolbego w Krośnicach
Parafia Świętego Maksymiliana Marii Kolbego w Krośnicach znajduje się w dekanacie Milicz w archidiecezji wrocławskiej. Jej proboszczem jest ks. Jan Banik. Obsługiwana przez kapłana archidiecezjalnego. Erygowana w 1988.